# Розовка (Павлодарская область)
Розовка (каз. Розовка) — село в Павлодарском районе Павлодарской области Казахстана. Расположено в 44 к северо-востоку от Павлодара. Административный центр Рождественского сельского округа. Код КАТО — 556059100.

## История
Село основано в 1909 году году немецкими переселенцами из колонии Розовка Екатеринославской губернии (которая до 1898 года носила название Розенберг). В 1941 году подселены немцы из села Побочное АССР Немцев Поволжья и посёлка Ханлар (Еленендорф) АзССР.
Село было центральной усадьбой бывшего колхоза имени Кирова, основанного в 1936 году на базе немецкого колхоза. В 1951 году в его состав влился колхоз «Жанажол».

## Население
В 1985 году в селе проживало 1433 человека. В 1999 году население села составляло 1702 человека (856 мужчин и 846 женщин). По данным переписи 2009 года, в селе проживало 1556 человек (776 мужчин и 780 женщин).